# Dân tộc học
Dân tộc học (tiếng Anh: ethnology, từ tiếng Hy Lạp ἔθνος, nghĩa là "dân tộc") là lĩnh vực đa ngành nghiên cứu về sự khác biệt, chủ yếu là chủng tộc, sắc tộc và dân tộc, nhưng cũng liên quan tới tính dục, phái tính và các đặc điểm khác, và về quyền lực như được biểu hiện bởi nhà nước, xã hội dân sự hay cá nhân.

## Nội dung
Nếu so với dân tộc ký, một nghiên cứu những nhóm người riêng lẻ thông qua liên hệ trực tiếp với văn hóa, dân tộc học thu lượm nghiên cứu mà các nhà dân tộc ký biên soạn, sau đó so sánh và đối chiếu những nền văn hóa khác nhau. Thuật ngữ dân tộc học được Adam Franz Kollár giới thiệu và định nghĩa trong cuốn Historiae ivrisqve pvblici Regni Vngariae amoenitates xuất bản ở Viên năm 1783. Sự quan tâm của Kollár về tính đa dạng văn hóa và ngôn ngữ được khơi dậy tại quê hương ông, Vương quốc Hungary, một vùng đất đa ngôn ngữ, cũng như về nguồn gốc của ông liên quan tới những người Slovak, ông bắt đầu có sự quan tâm tới vấn đề này sau khi Đế chế Ottoman rút quân khỏi vùng Balkan xa xôi.
Mục tiêu nghiên cứu của dân tộc học bao gồm việc tái dựng lại lịch sử nhân loại, đưa ra giải thích về những sự bất biến văn hóa, ví dụ như việc cấm kỵ loạn luân và thay đổi văn hóa, làm sáng tỏ sự khái quát hóa về bản chất con người, một khái niệm đã bị chỉ trích bởi rất nhiều nhà triết học từ thế kỷ 19 như Hegel, Marx. Ở vài nơi trên thế giới, dân tộc học đã phát triển theo những hướng độc lập về điều tra và học thuyết sư phạm, với nhân loại học văn hóa trở nên phổ biến ở Mỹ và nhân loại học xã hội ở Anh. Sự khác biệt giữa ba thuật ngữ này ngày càng trở nên mơ hồ. Dân tộc học đã được coi là một ngành hàn lâm ở châu Âu từ thế kỷ 18 và được nhận thức như là một nghiên cứu so sánh về những nhóm con người.
Định nghĩa dân tộc học là một khoa học nghiên cứu về đặc điểm sinh hoạt văn hóa của các dân tộc trên toàn thế giới qua các quá trình. lịch sử phát triển của dân tộc ấy
Đối tượng nghiên cứu khoa học của dân tộc học:
DTH nghiên cứu về các dân tộc trên toàn thế giới
+ xuất hiện và thế kỉ thứ XIX do các nước tư bản châu âu nghiên cứu các dân tộc chậm tiến, phần lớn là các dân tộc chưa phát triển, chưa có chữ viết còn nghèo nàn.... nhằm tiến hành khai thác thuộc địa
+ Giai đoạn 3 đối tượng của dân tộc học lại thay đổi là các dân tộc đang phát triển
+ Hiện nay dân tộc học nghiên cứu tất cả các dân tộc chậm tiến hay phát triển có dân số đông đa số hay thiểu số dân tộc đang tồn đọng hay đã biến mất khỏi cuộc sống (tuyệt chủng)